# Pantalica
(Vincenzo Consolo, Le pietre di Pantalica)
Pantalica (), o meglio le necropoli rupestri di Pantalica, sono una località naturalistico-archeologica della provincia di Siracusa. Il nome del sito potrebbe derivare dal greco πάνταλίθος “luogo pieno di pietre” oppure dall’arabo Buntarigah “luogo pieno di grotte”, per la presenza di molteplici grotte naturali e artificiali. Nonostante ciò servirebbe però un serio studio di paleolinguistica per poter asserire con certezza l'etimologia in questione, così da poter fuggire da inutili e supposte paretimologie.
Costituisce uno dei più importanti luoghi protostorici siciliani, utile per comprendere il momento di passaggio dall'età del bronzo all'età del ferro nell'isola. Da alcuni archeologi, viene  identificata con l'antica Hybla, un regno siculo che dal XIII all'VIII sec a.C. si estendeva dalla valle dell'Anapo a Siracusa.
Nel 2005 il sito è stato insignito, insieme con la città di Siracusa, del titolo di Patrimonio dell'umanità da parte dell'UNESCO per l'alto profilo storico, archeologico, speleologico e paesaggistico.
La località di Pantalica ha dato il nome a un celebre racconto di Vincenzo Consolo, Le pietre di Pantalica, in cui l'altopiano diventa una metafora del cammino dell'uomo.

## Geografia
Il sito si trova su un altopiano, circondato da canyon formati nel corso dei millenni da due fiumi, l'Anapo e il Calcinara, che hanno determinato l'orografia a canyon caratteristica della zona. L'altopiano così come le vallate sottostanti (definite Valle dell'Anapo) sono delle importanti zone naturalistiche. Nella zona di Giarranauti è presente un bosco. Vari sentieri permettono di visitare il sito. La Valle dell'Anapo è accessibile da due varchi collegati tra di loro, dal lato di Sortino e dal lato di Ferla.
L'area in cui ricadono gli interessi archeologici ha come suo punto più elevato quello dell'anaktoron. L'altopiano è circondato dalle ripide valli che rendono il territorio semi inaccessibile se non per l'agevole accesso (oggi percorso dalla Strada Regionale 11 proveniente da Ferla) della Sella di Filiporto. Qui venne costruito un ingresso fortificato con un fossato a protezione.
Pantalica ricade nella Riserva naturale orientata Pantalica, Valle dell'Anapo e Torrente Cava Grande.

## Identificazione di Pantalica
Nel corso delle ricerche di Paolo Orsi Pantalica venne identificata come l'antica Erbesso, ma le recenti ricerche di Bernabò Brea propendono per l'ipotesi che si tratti dell'antica Hybla abitata storicamente dal re Hyblon il quale concesse ai megaresi, condotti da Lamis, di stanziarsi in un lembo del suo territorio e fondare Megara Iblea nel 728 a.C.
L’ipotesi è molto verosimile perché Pantalica è non solo il più importante fra i centri della Sicilia preellenica ma anche il più vicino a quel tratto di costa in cui sorgeva Megara Hyblaea. Il dominio del re Hyblon doveva comprendere certamente tutto l’altipiano del monte Lauro e tutta la costa fra Augusta e Siracusa»
(L. Bernabò Brea, La Sicilia prima dei Greci 1958, p.163)
Anche Tommaso Fazello nel 1558 identificò (erroneamente) Pantalica con Erbesso.

## Storia
Nella prima metà del XIII secolo a.C., tutti gli insediamenti costieri scomparvero quasi all'improvviso per l'arrivo in Sicilia dei Siculi e di altre popolazioni italiche o per altre cause a noi sconosciute; la popolazione indigena quindi abbandonò la fascia costiera e cercò rifugio in impervie e disagevoli zone montane, scelte perché rispondenti ad esigenze di difesa, riunendosi in grossi agglomerati. Questi popoli erano legati culturalmente a Thapsos il centro più importante della zona costiera (evidenziato dallo stile dei manufatti), che aveva anche dei contatti con i commercianti provenienti da Micene.

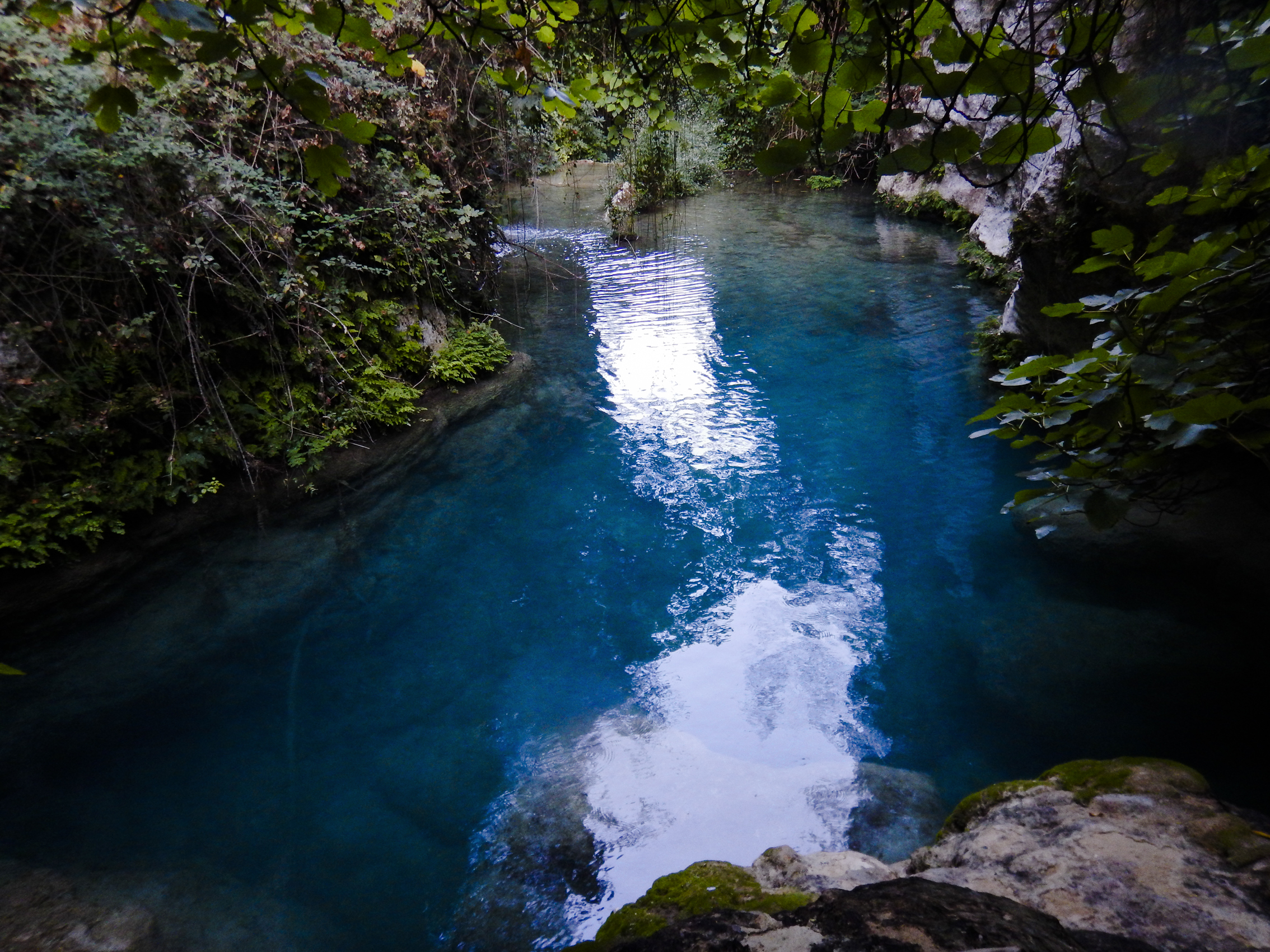
Il torrente Calcinara presso Pantalica

Verso il 1050 a.C. Pantalica perde improvvisamente importanza, la sua popolazione si sposta nella Necropoli di Cassibile e nei dintorni dove fiorisce la facies Pantalica II. Ma è uno spostamento temporaneo perché nella prima metà del IX secolo a.C. il sito originario torna ad essere importante. Tuttavia in questa fase intermedia, a causa dell'avvicinamento alla costa, si evidenzia un influsso fenicio nello stile e di conseguenza anche nello scambio commerciale.
Verso l'850 a.C. per una ragione non chiara (i greci non erano ancora giunti a fondare le colonie siciliane) le popolazioni sicule di Pantalica si spostarono dalla costa all'entroterra riappropriandosi dei luoghi più impervi. I siti come Pantalica si moltiplicano anche nella zona sud-orientale della Sicilia mantenendosi in zone interne, fino all'arrivo dei greci che segna una serie di contatti e futuri scontri per il controllo del territorio.
La successiva nascita ed espansione di Siracusa determinò la distruzione della nuova città che Hyblon concesse ai megaresi e probabilmente i Siracusani distrussero anche il regno di Pantalica, essendosi il dominio della polis espanso sino all'entroterra, con la fondazione di Akrai nel 664 a.C. Di questa cultura restano le vestigia del palazzo del Principe o Anaktoron, nonché una vasta necropoli di ben 5000 tombe a grotticella artificiale, scavate nella roccia.
L'area della necropoli non sarà mai del tutto abitata in epoca greca; dovremo attendere i primi secoli del Medioevo cioè nel VI secolo d.C., quando le incursioni dei barbari, dei pirati e poi degli arabi poi nel IX secolo, costringeranno le popolazioni a cercare rifugi sicuri in questi luoghi inaccessibili; si hanno così le testimonianze di epoca bizantina. Ancora oggi sono visibili i resti delle abitazioni scavate nella roccia in epoca bizantina e i resti dei piccoli oratori rupestri della grotta del Crocifisso, di San Nicolicchio e di San Micidiario.

Anche dopo l'occupazione araba e l'arrivo dei Normanni il sito era abitato, lo conferma il cronista Goffredo Malaterra che nel 1092 parla di una comunità araba nel sito di Pantargia, mentre dell'anno successivo è la bolla del papa Urbano II che oltre a citare la diocesi di Siracusa considera anche Pentargia.
Il primo studioso ad occuparsi sistematicamente del sito fu l'archeologo Paolo Orsi che nel 1899, nel 1895 e nel 1897 compì ampie campagne di scavo per l'esplorazione del sito.. Il risultato delle sue ricerche fu pubblicato nei Monumenti antichi dei Lincei del 1898.
(Paolo Orsi)
Negli anni 50 del '900 fu Luigi Bernabò Brea a proseguire le campagne di scavo.

## Luoghi di interesse

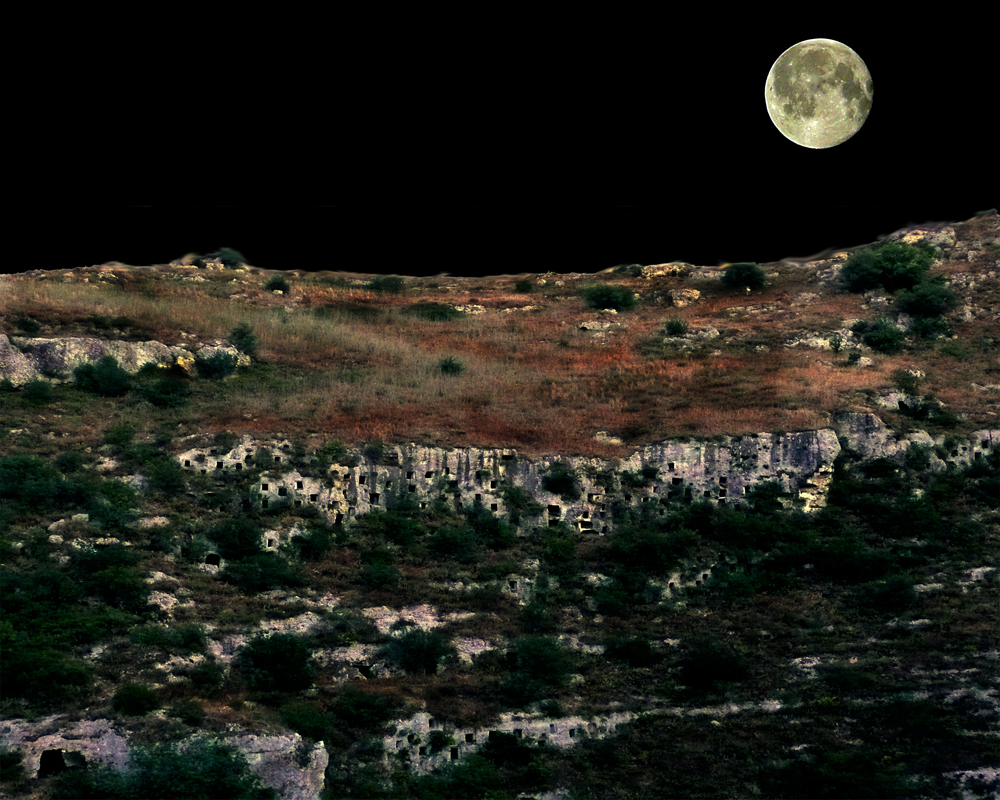
Le necropoli viste di notte

Pantalica è un luogo suggestivo dove eseguire delle escursioni o semplici passeggiate nella natura. Tuttavia oltre all'aspetto naturalistico appare un passato di millenni attraverso le 5000 caratteristiche tombe a grotticella di cui molte pareti sono costellate.

### Le necropoli
Non è facile conteggiare attraverso un numero esatto tutte le tombe esistenti a Pantalica perché distribuite anche singolarmente. Tuttavia sono state riconosciute diverse necropoli:
- la necropoli sud-ovest o di Filiporto è composta da un migliaio di tombe che si estendono sulle pendici e nella conca dell'Anapo, appartenenti all'ultima fase della città (IX-VIII secolo a.C.)[7];
- la necropoli di Nord-Ovest, una delle più antiche della zona (XII-XI secolo a.C.)[7];
- la necropoli della Cavetta del IX-VIII secolo a.C. con la presenza di abitazioni bizantine[7];
- la necropoli Nord è la più vasta e la più fitta e risale al XII-XI secolo a.C.[7];
- la necropoli Sud del IX-VIII secolo a.C.;

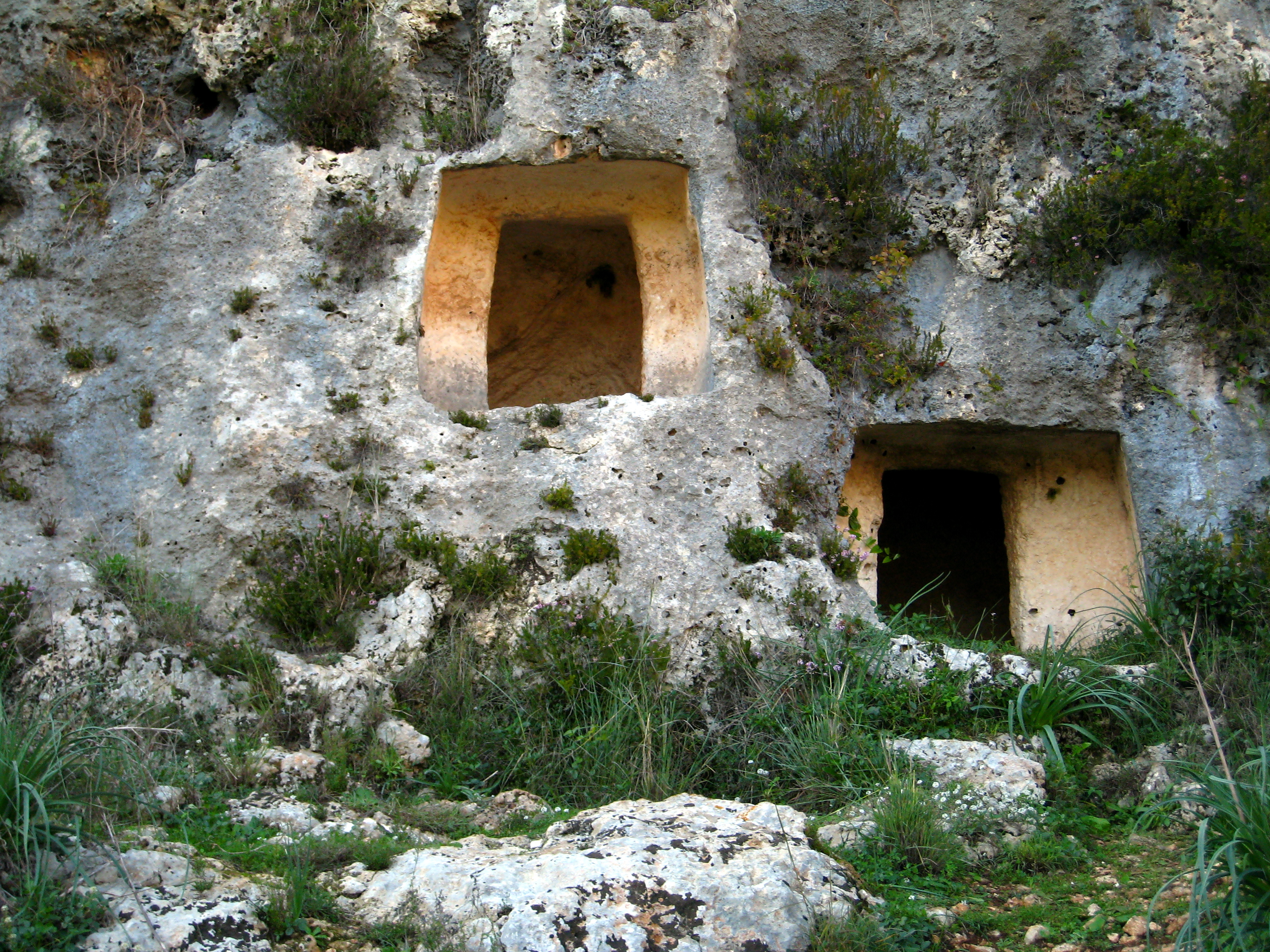
Le tombe delle necropoli

- la necropoli di San Martino, è tra le più interessanti.[16] Essa è composta da tombe a tholos di epoca preistorica e delle catacombe bizantine: l'Ipogeo di Dionisio e la Grotta di Sant'Anna. Il primo risale al IV - V secolo d.C. e all'ingresso è presente una scritta che recita: «Dionisio che ha servito come presbitero nella Chiesa Erghitana per 34 anni dorme qui il sonno eterno.» Mentre nella seconda risale probabilmente al XI-XIII secolo presenta degli affreschi in alcune pareti in cui si riconoscono parzialmente le figure di santi: S. Maria e S. Pietro nonché Sant'Anastasia. In entrambe le necropoli vi sono delle tombe a baldacchino.

La ragione per cui restano tracce solo delle necropoli e non degli abitati è descritta da Orsi in questo passo: 
(Paolo Orsi)

### L'acropoli
In uno dei punti più elevati dell'area, in una posizione dove si domina la visione delle valli si trova la cosiddetta acropoli di Pantalica. Da questo punto era facilmente controllabile l'eventuale arrivo di nemici, qui fu costruito il "palazzo del principe" o "Anaktoron", l'unica costruzione in pietra dell'area. L'edificio dell'Anaktoron risale al XII-XI secolo a.C. e sembra attestare un'influenza di costruttori micenei, particolare che desta particolare interesse per la geografia antropica dell'epoca.

### Chiese e abitazioni rupestri

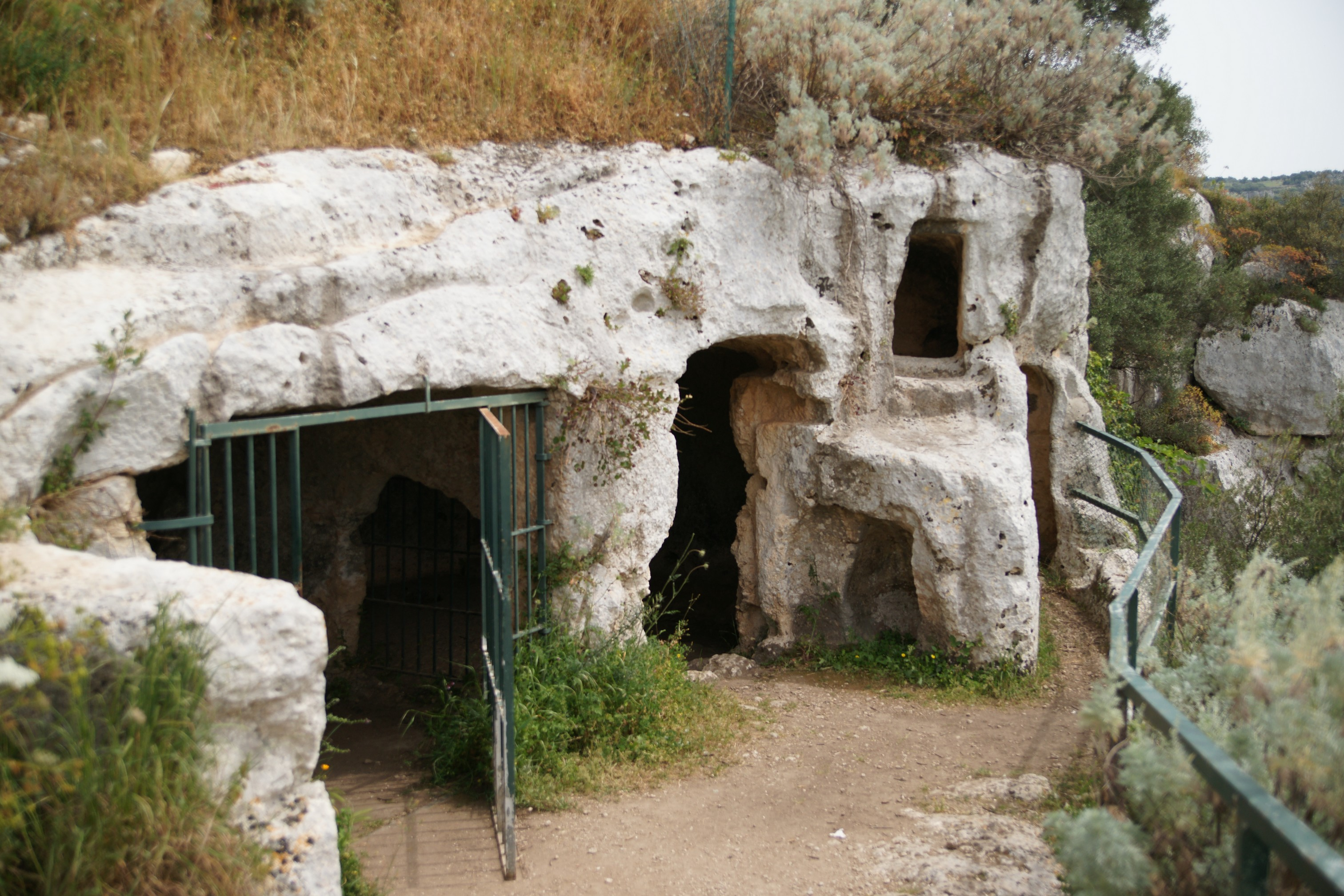
Chiesa di San Micidiario

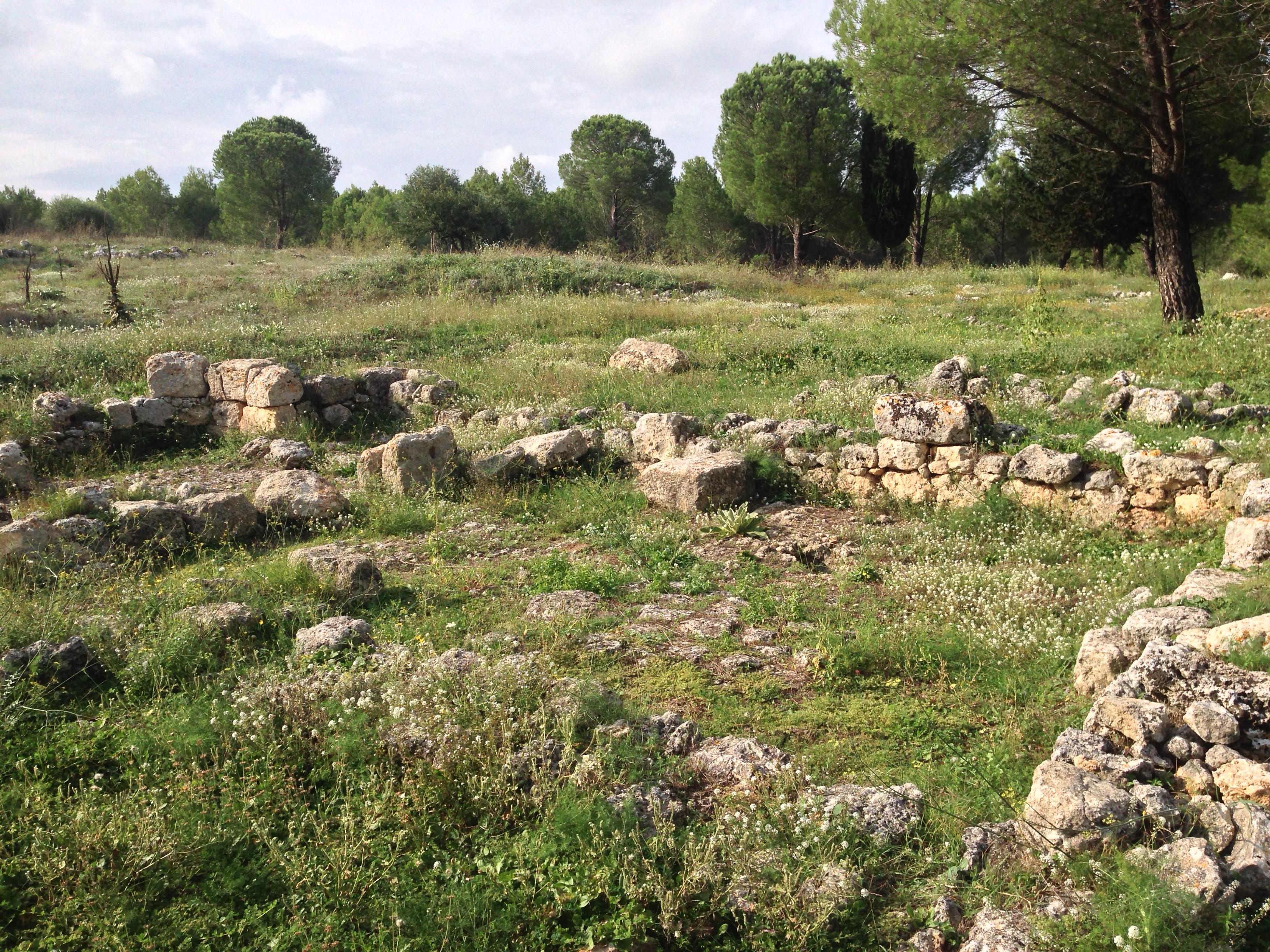
Basamento di Chiesa bizantina a Giarranauti

La successiva presenza di popolazioni di cultura bizantina è attestata dai diversi abitati nonché dai piccoli villaggi scavati nella roccia:
- San Micidiario, nei pressi dell'ingresso di Filiporto in cui è ancora visibile un fossato del IX-VIII sec a.C. con tracce di fortificazioni di epoca bizantina, vi è un villaggio di circa 150 abitazioni con la chiesetta di San Micidiario sull'orlo di un baratro. All'interno sono ancora visibili deboli tracce di affreschi e iscrizioni murarie in pessime condizioni di leggibilità. Si riconosce però la figura del Pantocratore fiancheggiato da due angeli e un'altra figura, forse un San Mercurio a causa di una scritta in greco Ο ΑΓΙΟΧ ΜΕΡΚ [ΟΥΡΙΟΧ]. Gli strati di affresco degli interni sembrano due, quello inferiore rossastro e quello superiore turchino. Il soffitto ha un'interessante forma a doppio spiovente.[12] Dall'oratorio si accede a destra ad una seconda stanza con delle tombe a pavimento mentre il secondo ambiente potrebbe essere stato utilizzato come abitazione del religioso[17] o come prigione e persono ricovero degli animali perché presenti degli anelli in pietra ove era possibile legare qualcosa. Il buco inferiore che guarda al dirupo potrebbe essere un antico gabinetto.
- San Nicolicchio, ai piedi dell'Anaktoron vi è un piccolo villaggio il cui centro è l'oratorio di San Nicolicchio, anch'esso decorato da tracce di affresco molto rovinato. Tuttavia si riconoscono Sant'Elena e Santo Stefano. La datazione sembra essere del VII secolo.
- Grotta del Crocifisso, usata come chiesa mostra un'abside rettangolare con resti di una crocifissione nonché la rappresentazione di San Nicola e una Santa anonima la cui rappresentazione è stata staccata e custodita presso il Paolo Orsi.[17]
- Il villaggio della Cavetta, con gruppi di abitazioni troglodite.
- Grotta dei pipistrelli, si tratta di una delle tante cavità naturali presenti all'interno di una delle vallate, accanto al fiume Calcinara. La particolarità di questa grande cavità risiede nel fatto che subito dopo l'ingresso, superato un corridoio di 12 m si apre una stanza interna piena di pipistrelli.[18]
- Grotta della Stella si trova vicino all'ingresso lato Cassaro, sulle pareti lungo il fiume Anapo. Nel 2012 un team di studiosi ha eseguito delle misure individuando anche tracce antropiche che fanno supporre un utilizzo come tempio rupestre preistorico.[19]

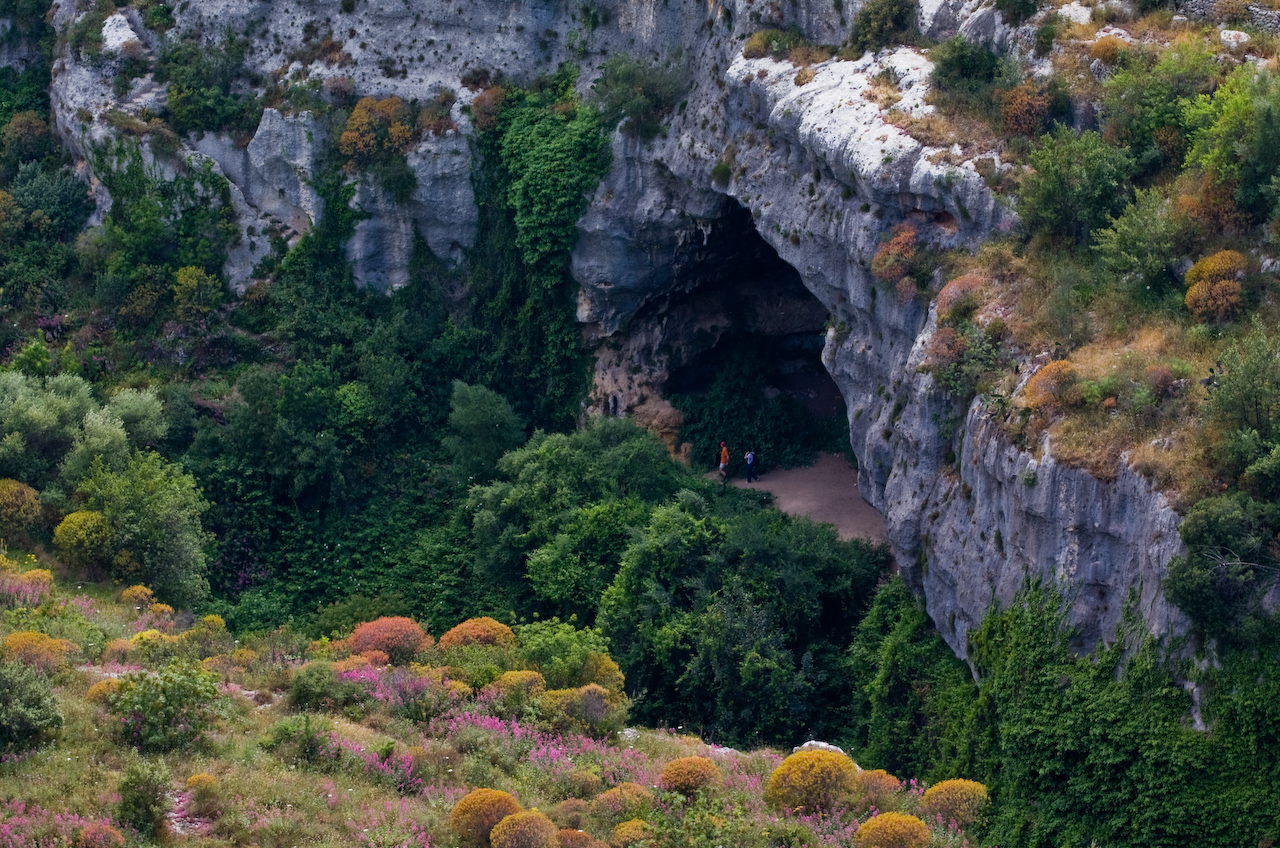
La grotta dei pipistrelli
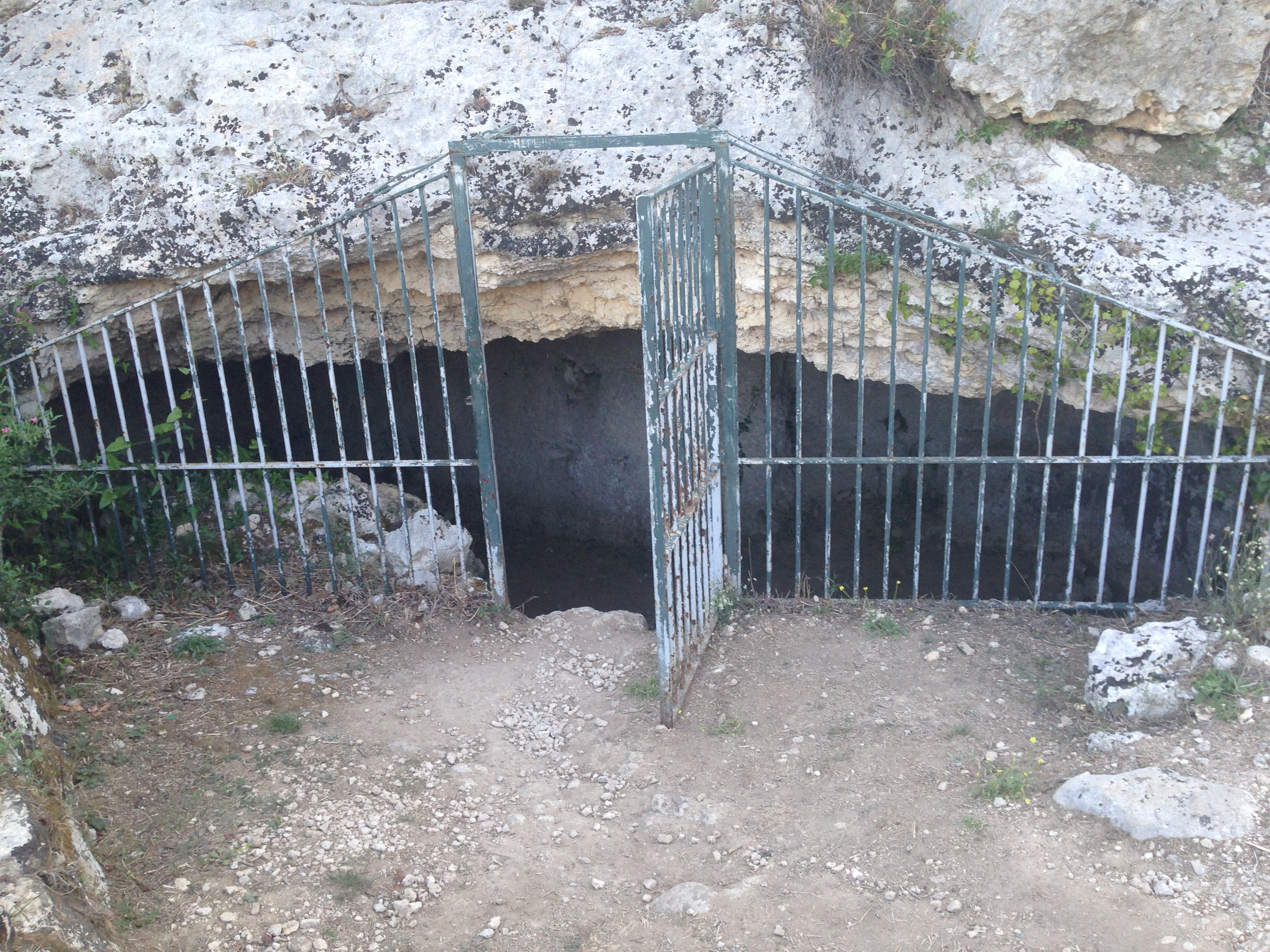
Chiesa del Crocifisso
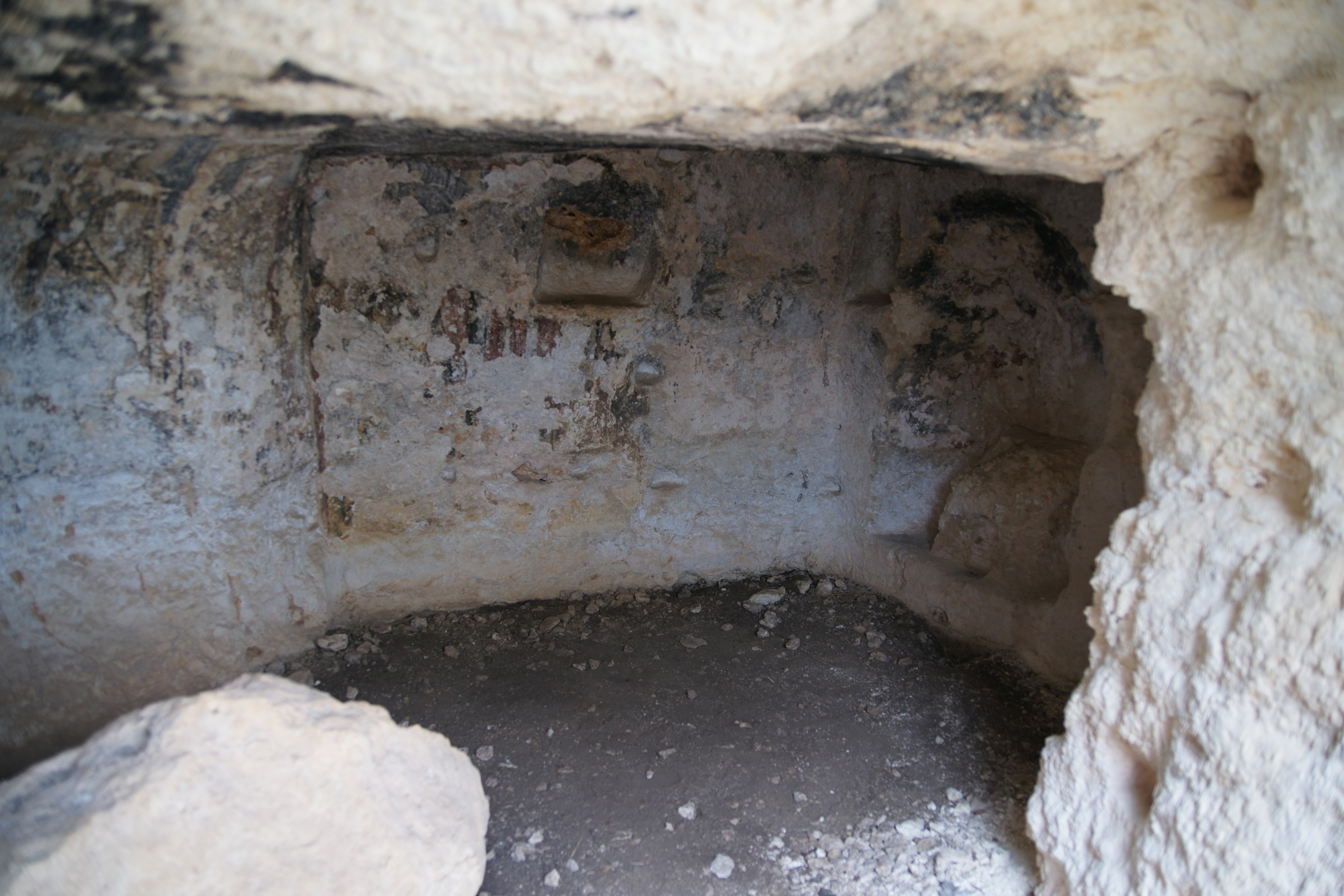
Chiesa di San Nicolicchio
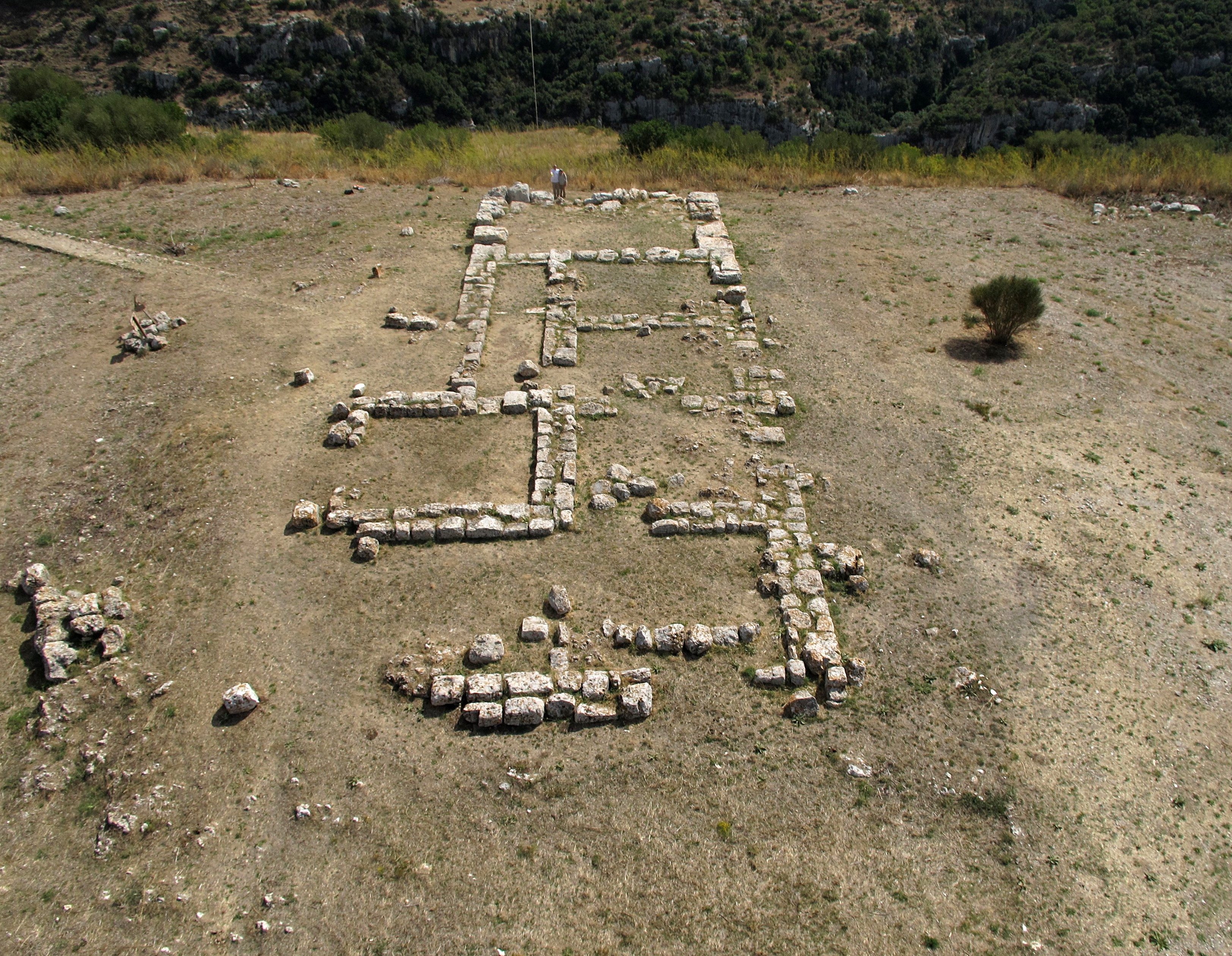
L'Anaktoron
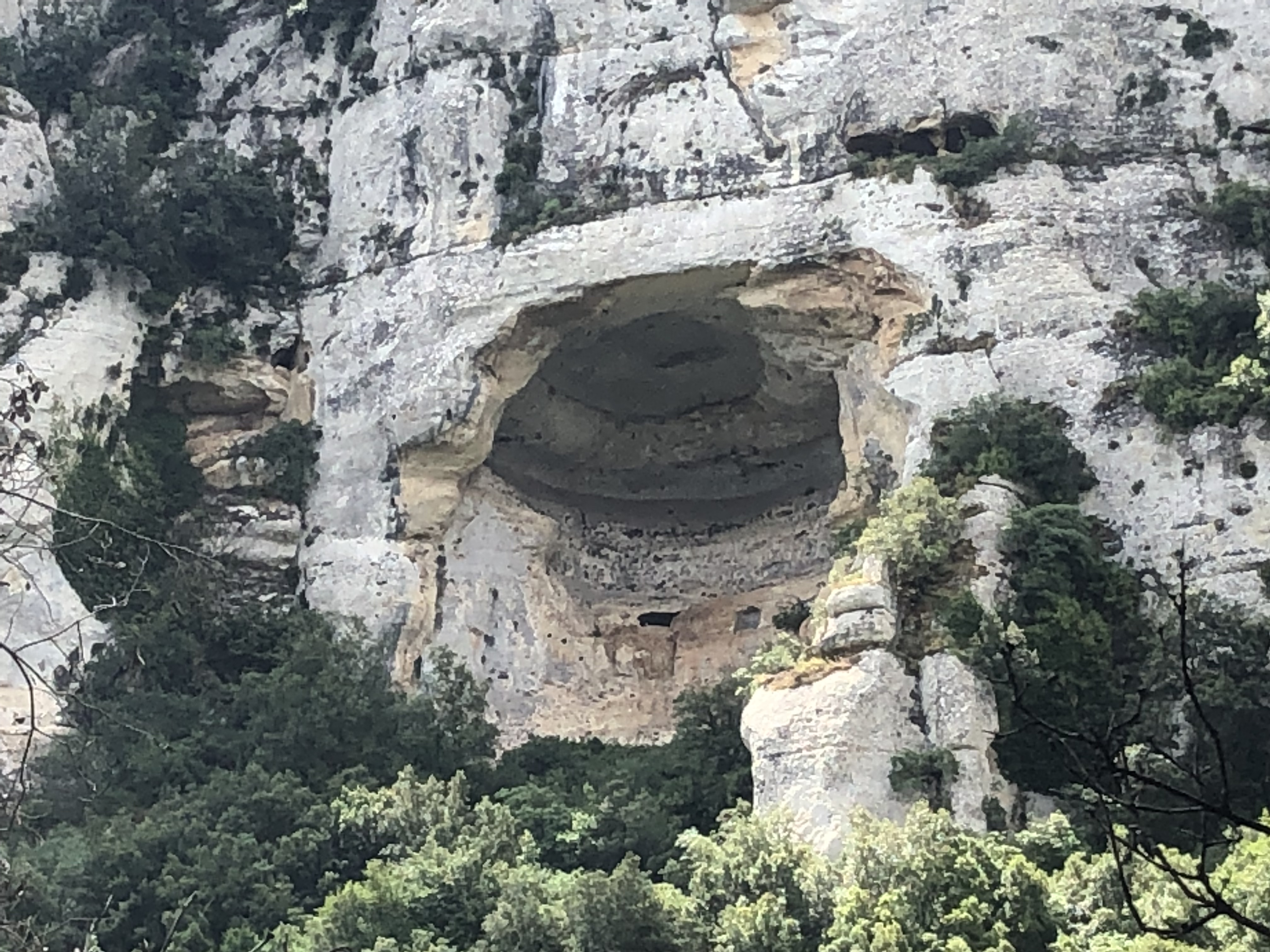
Grotta della Stella

### Il fossato difensivo
In corrispondenza della Sella di Filoporto proprio oltre il piccolo spiazzo in cui lasciare le auto è ben visibile un fossato eretto probabilmente attorno al V secolo a.C. che comprendeva anche delle strutture difensive poi ampliate in epoca bizantina anche con una torre.

### Giarranauti

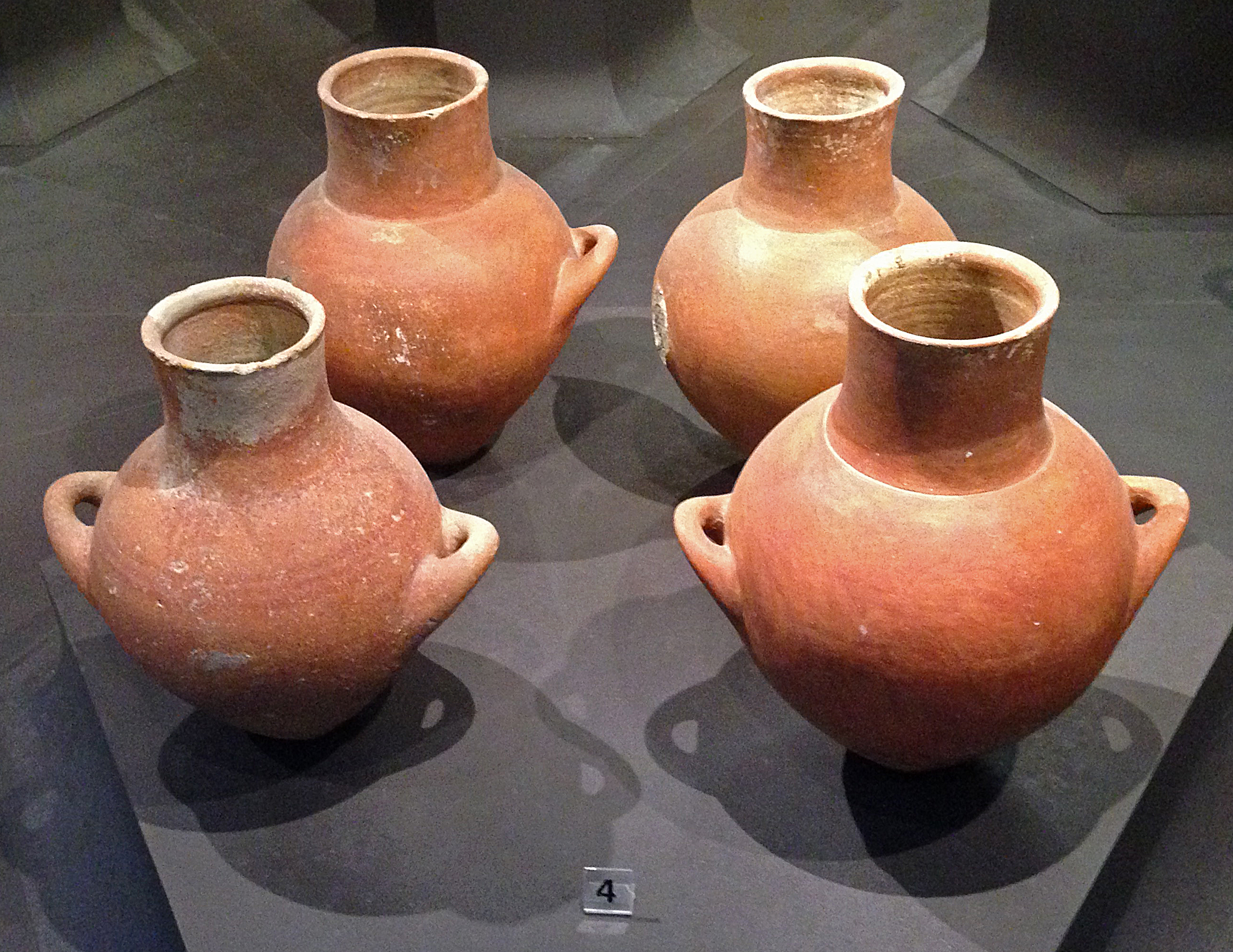
Anfore monocrome rosse provenienti dalle necropoli di Pantalica (facies Pantalica I)

Giarranauti è un ampio bosco nella parte superiore dell'altipiano di Pantalica. Questa zona oltre ad essere suggestiva per la presenza di un bosco è anche ricca di testimonianze del passato, soprattutto di Epoca Bizantina. Seguendo i sentieri all'interno del parco si trovano i resti di un villaggio bizantino (stiamo parlando del VI-VIII secolo d.C.), delle concerie e delle macine scavate nella roccia.

## La cultura di Pantalica
Il sito di Pantalica presenta delle influenze culturali chiamate comunemente cultura di Pantalica diffusasi in altre parti della Sicilia, l'elemento topografico è quello di una localizzazione strategica in un punto alto da dove controllare le varie fonti di sussistenza come pascoli, boschi e coltivazioni.

## La ex ferrovia Siracusa-Vizzini
Nella valle dell'Anapo, nei primi del novecento venne costruita una ferrovia che collegava la costa con l'entroterra passando all'interno dell'area di Pantalica. La ferrovia rimase in funzione sino agli anni cinquanta del secolo scorso, poi venne dismessa. Ad oggi restano percorribili le gallerie e alcuni edifici ferroviari dei primi del novecento. Allora vi era persino la fermata del treno Necropoli di Pantalica.

## Galleria d'immagini

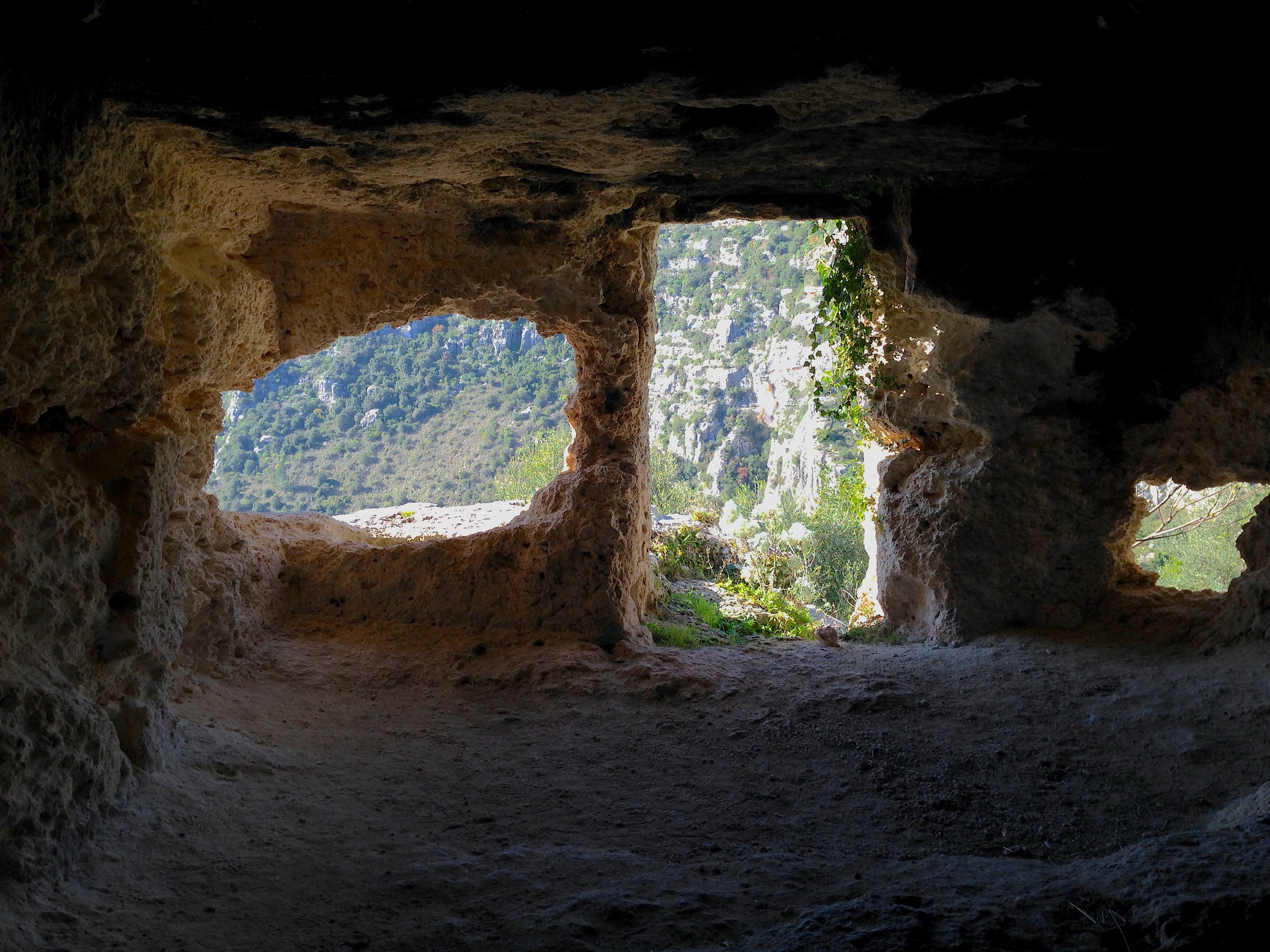
Abitazione rupestre di San Micidario
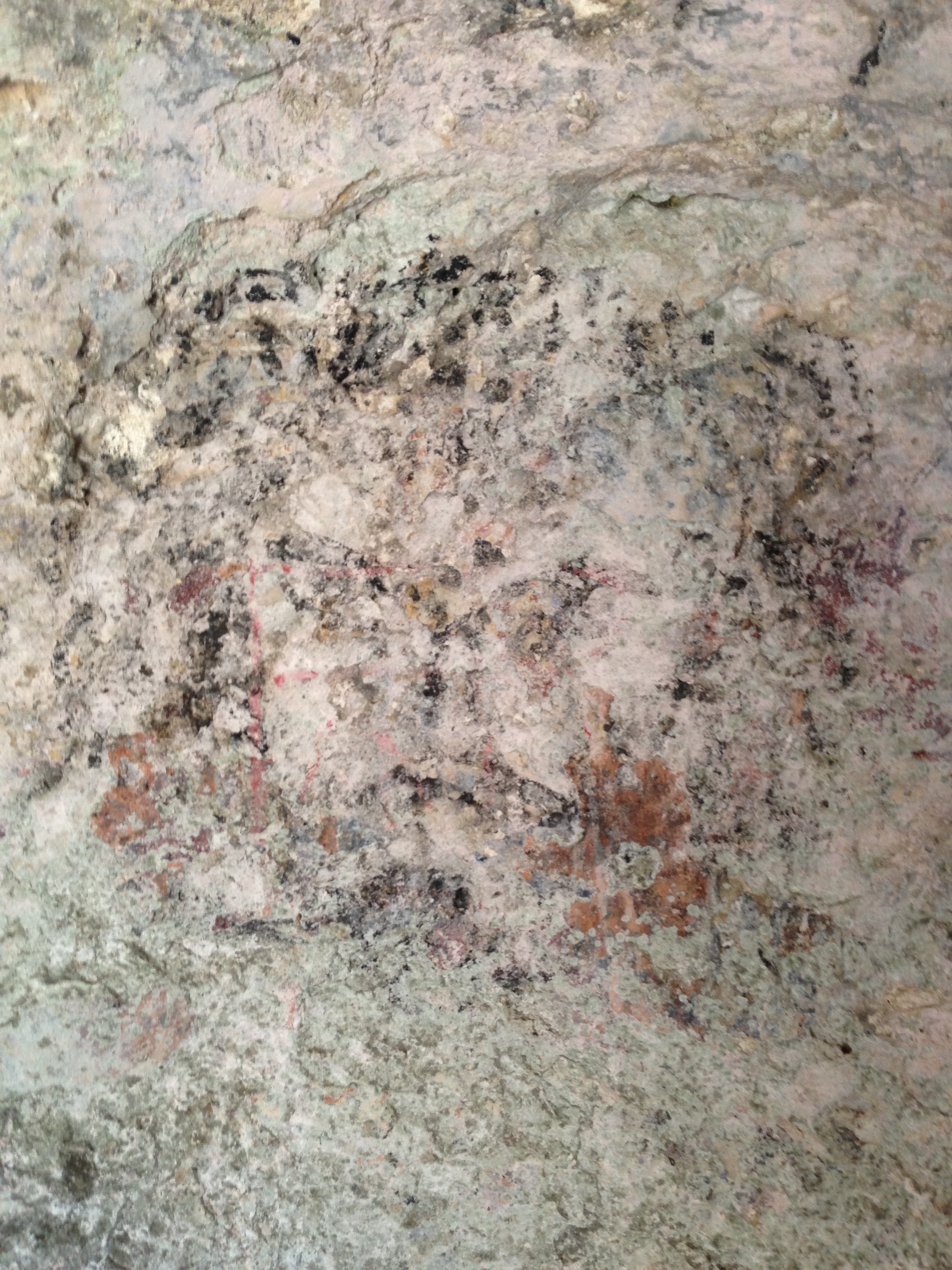
Pantocratore dell'oratorio di San Micidario
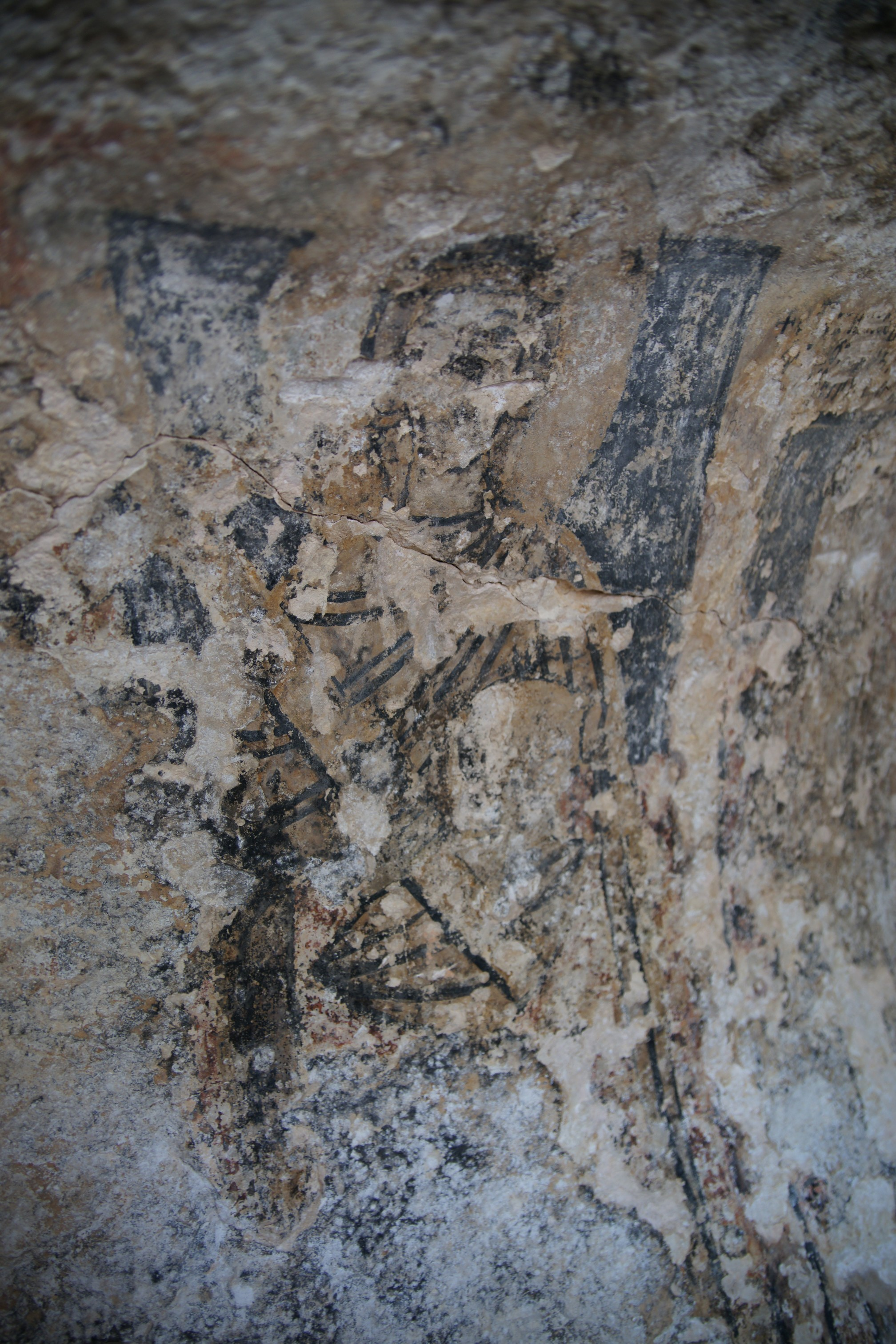
Affresco dell'oratorio di San Nicolicchio
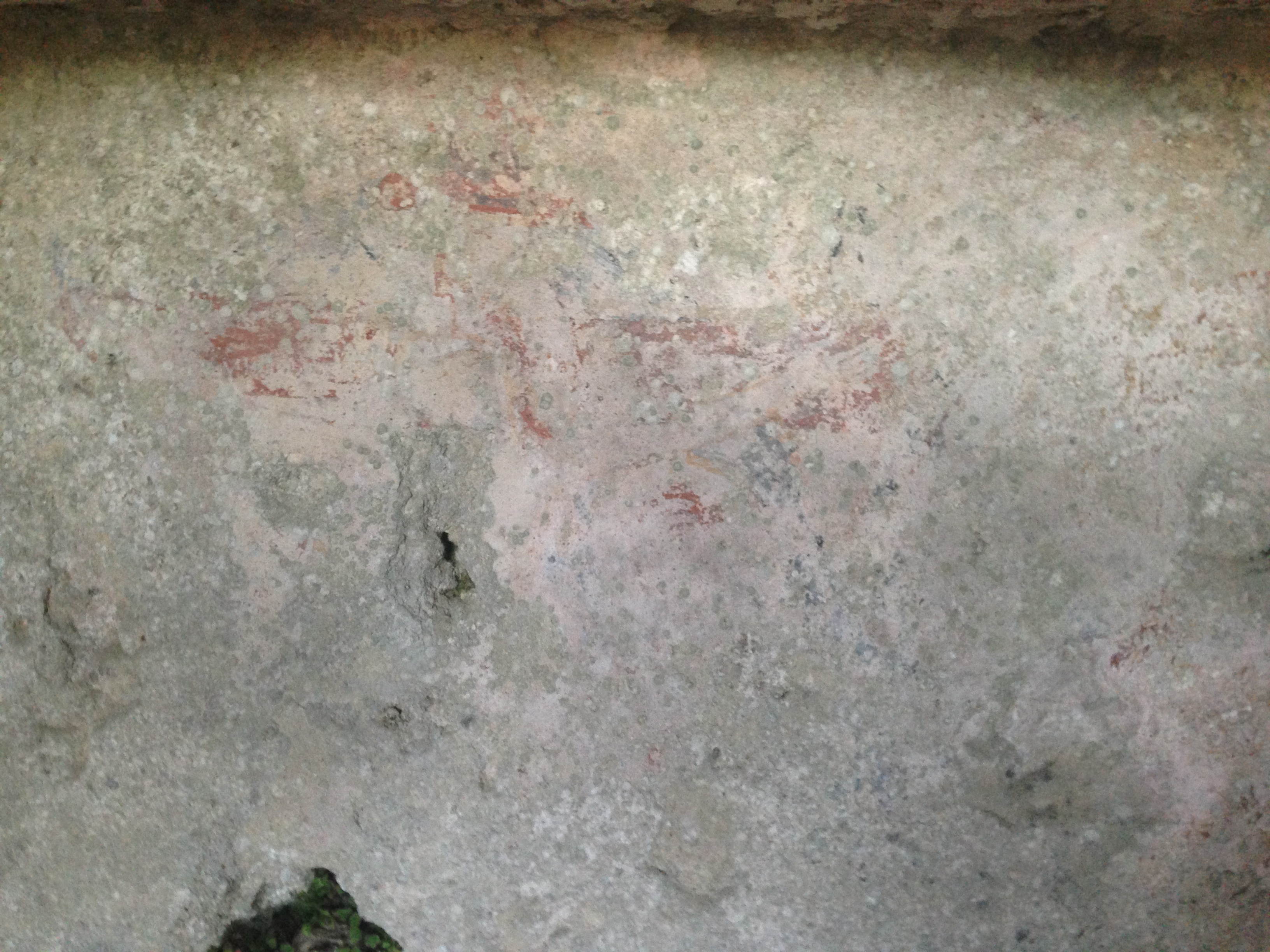
Affresco di Cristo presso la Chiesa del Crocifisso
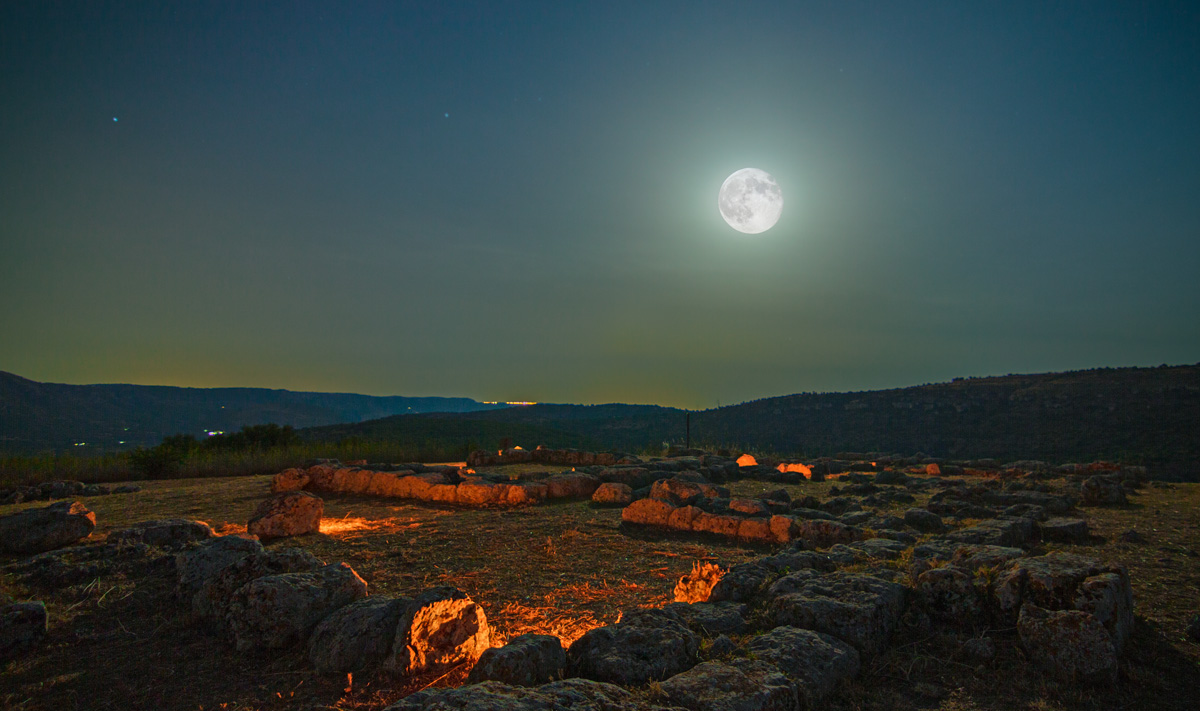
Edificio dell'Anaktoron di notte
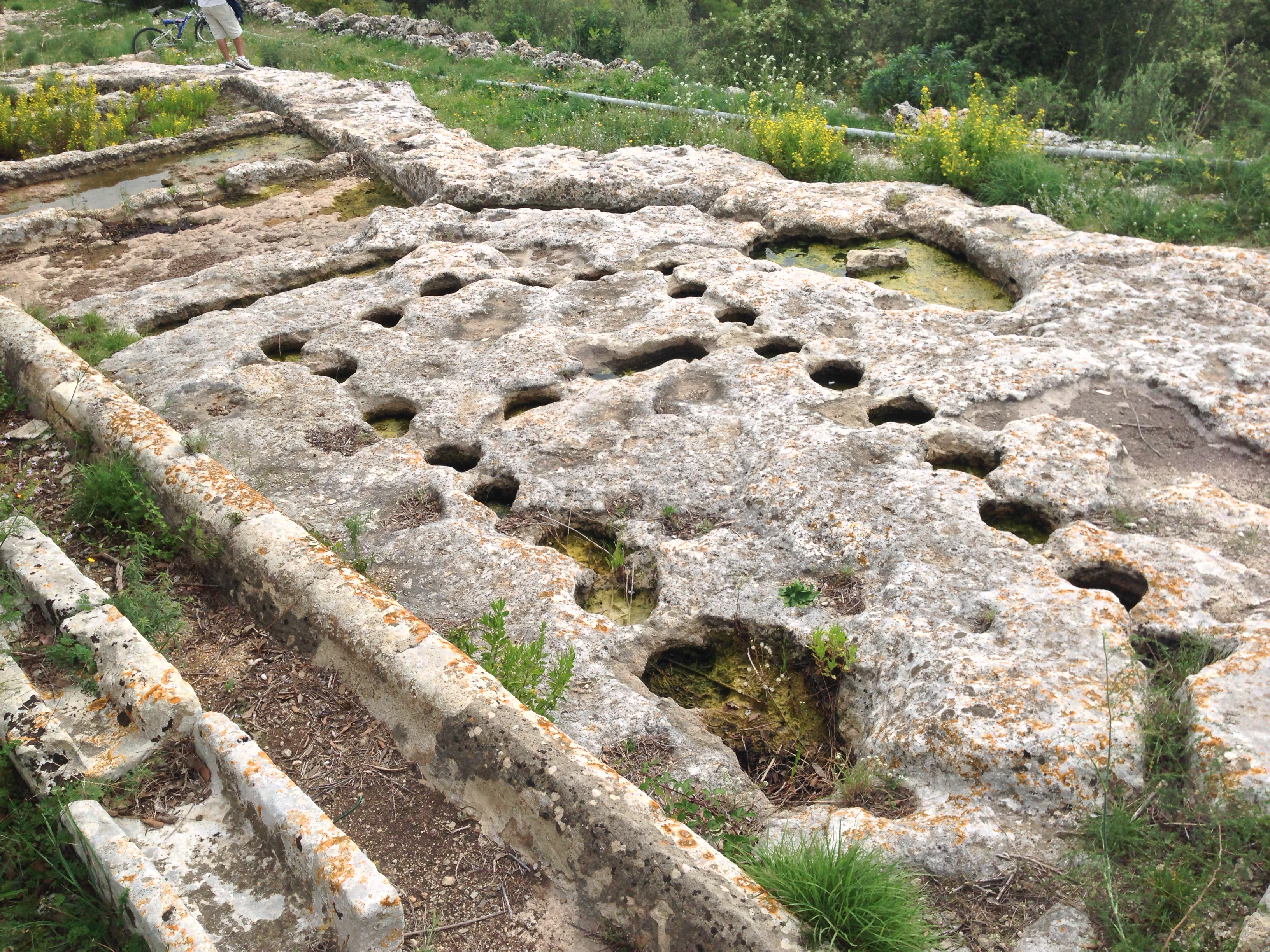
Conceria bizantina del VI-VIII secolo d.C. a Giarranauti
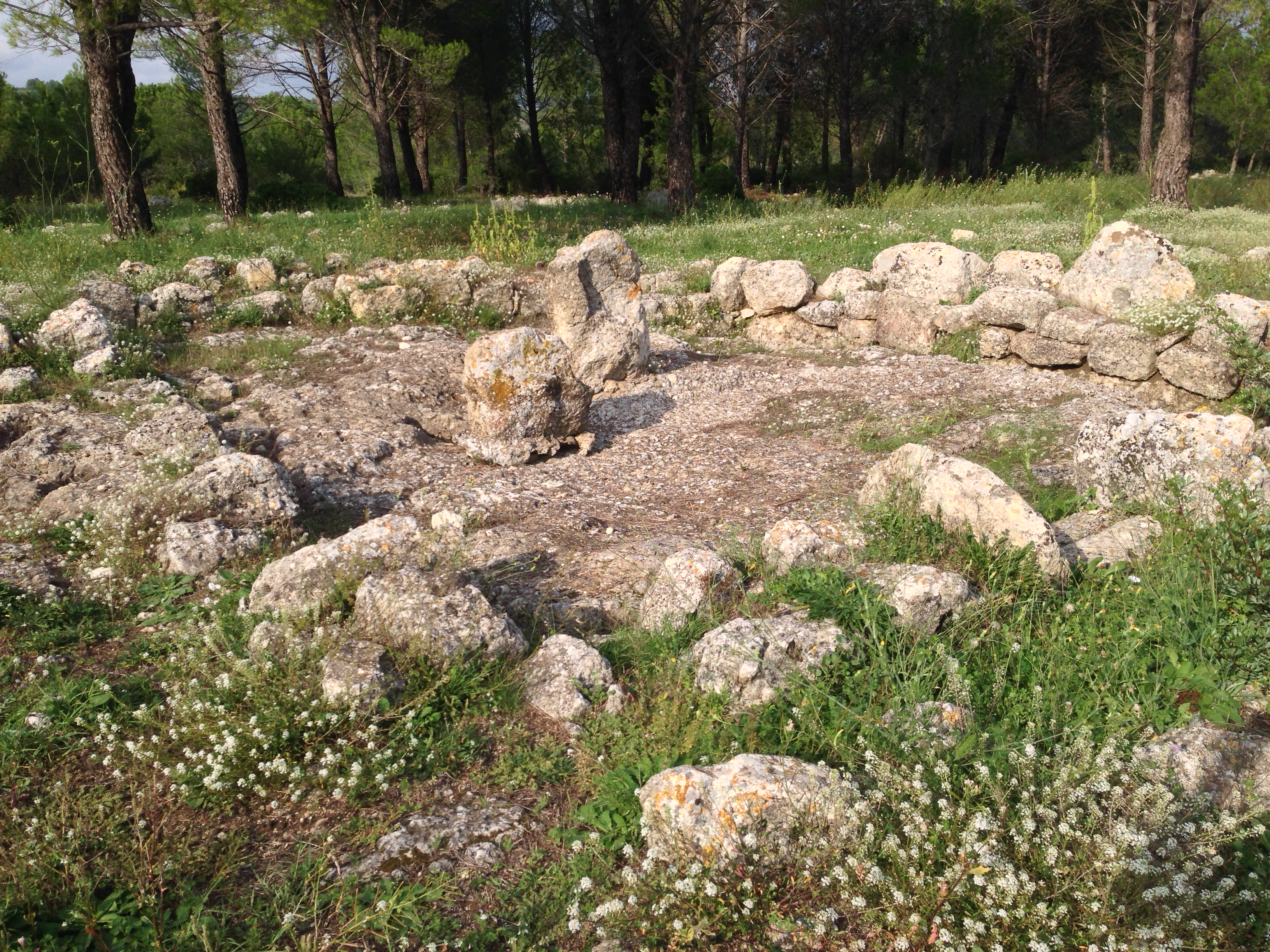
Resti di abitazione bizantina del VI-VIII secolo d.C.
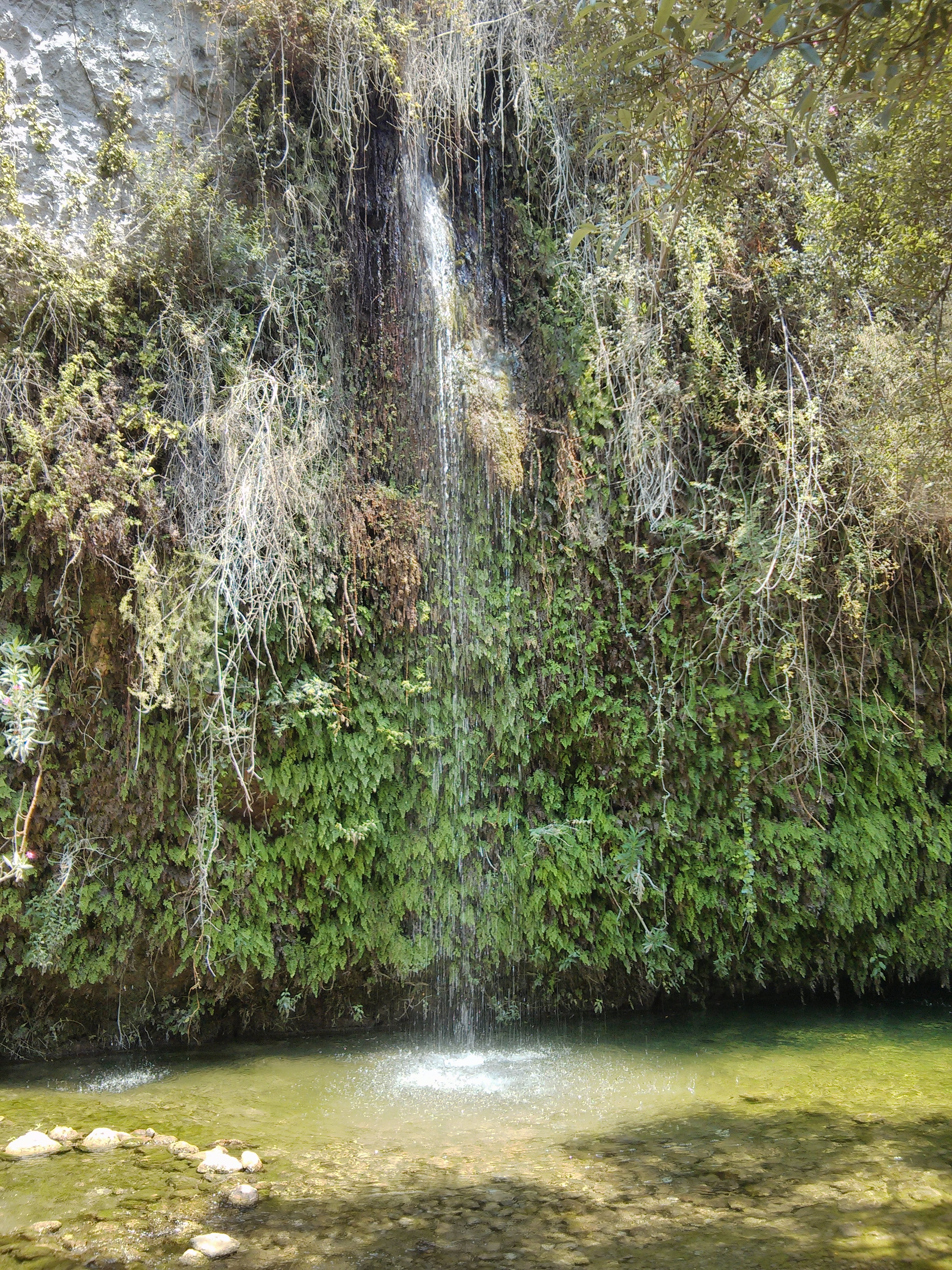
Uno scorcio della Valle dell'Anapo
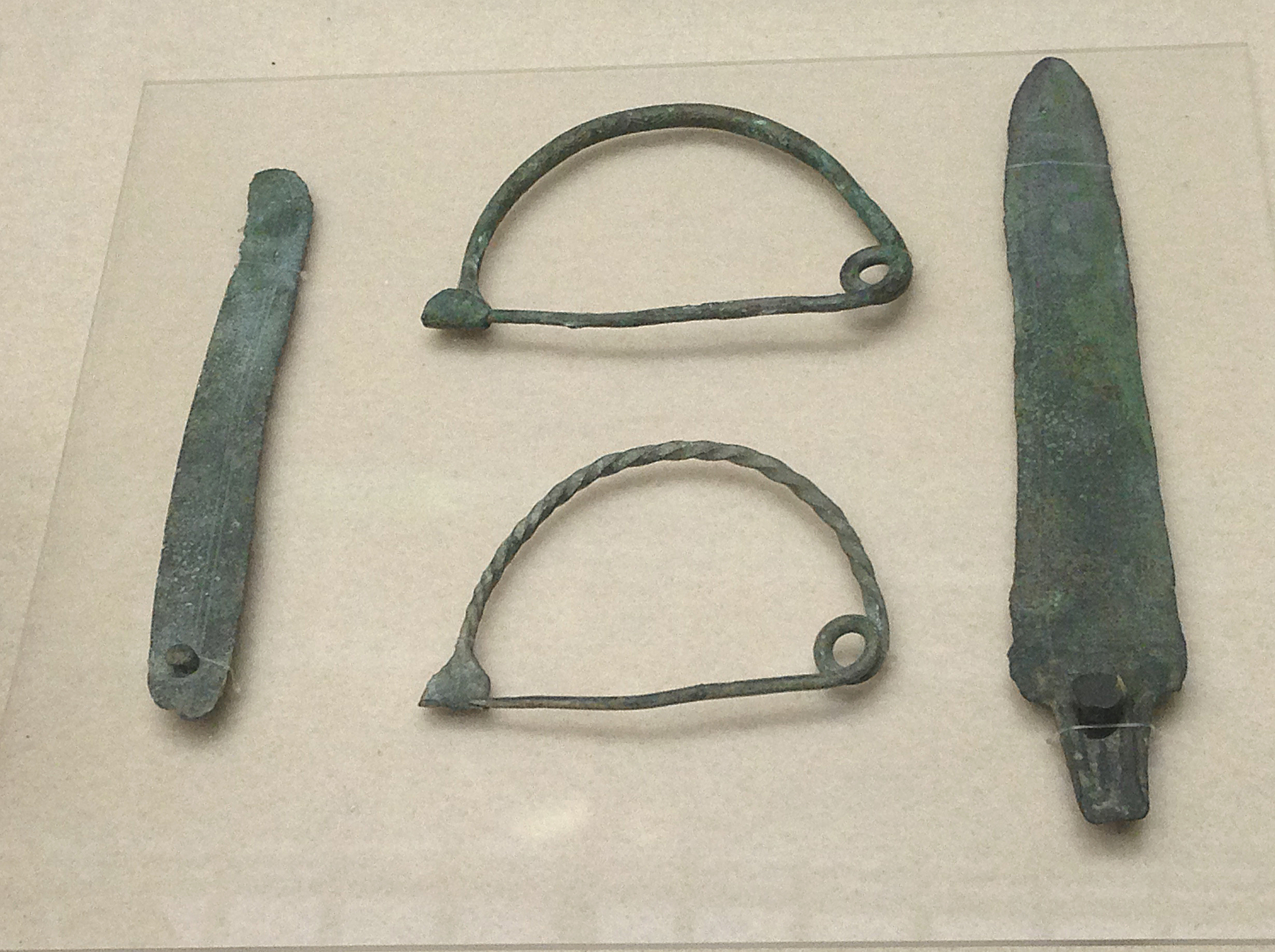
Fibule e coltello della cultura di Pantalica
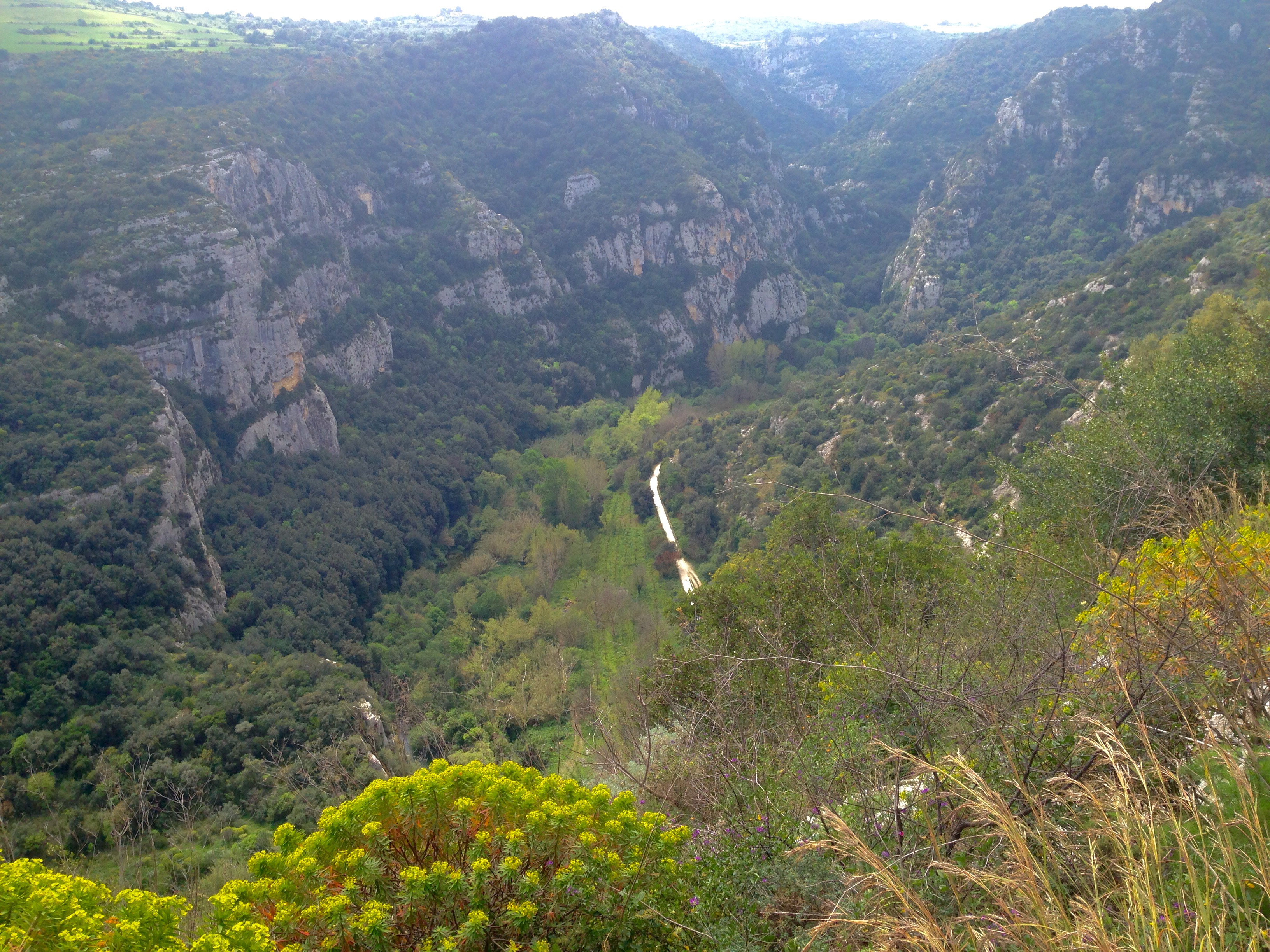
Valle dell'Anapo nei pressi di San Micidiario
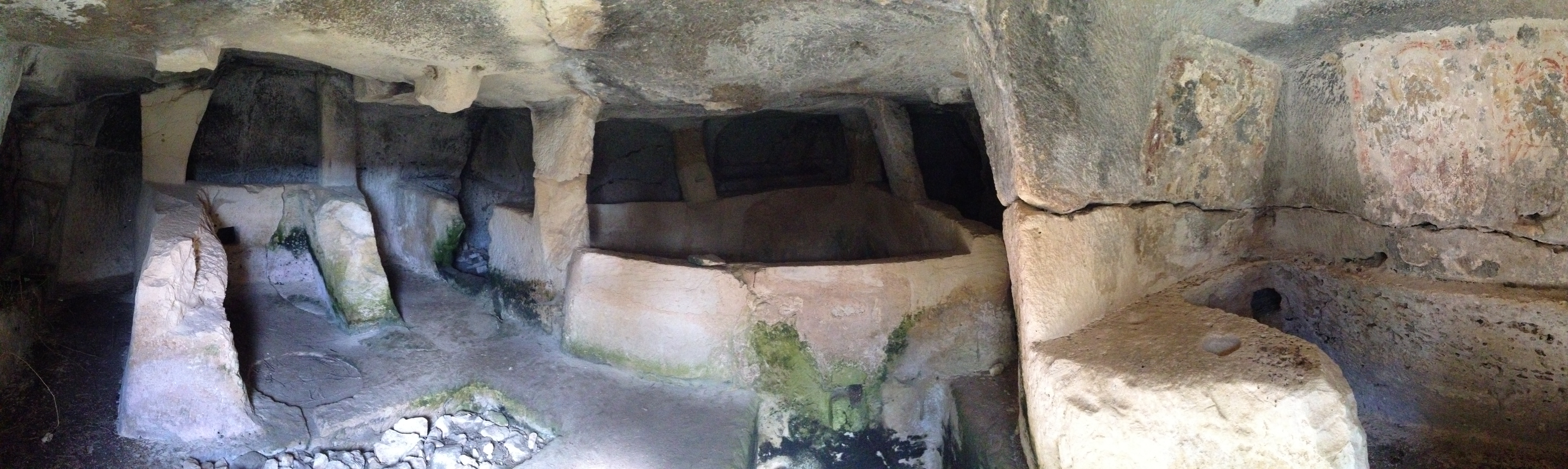
Catacomba di Sant'Anna